# Verbena selloi
Verbena selloi — вид трав'янистих рослин родини Вербенові (Verbenaceae), поширений у пд. Бразилії, пн. Аргентині, Уругваї.

## Опис
Розпростерта трава, стебла лежачі з висхідними квітковими гілками, запушеність від голої до жорстко волосистої. Листки коротко черешкові, черешок 3.5–5 мм, листові пластини 7–20 × 5–15 мм, від 3-секційних до двоперисточастинних, яйцюваті, сегменти яйцюваті чи оберненояйцюваті, верхівка гостра, поля нерегулярно лопатеві, верхня поверхня злегка з короткими жорсткими притиснутими волосками, нижня — жорстко волосиста над жилками.
Суцвіття — щільні багатоквіткові колоски, збільшені в плодоношенні. Квіткові приквітки 4–5 мм, вузько яйцюваті з гострою верхівкою, оголені з жорсткими волосками над центральною жилкою, поля війчасті. Чашечка довжиною 7–8 мм, жорстко волосиста з деякими залозами, гострі зубчики 1–2 мм. Віночок бузковий або рожевий, 15 мм, зовні довговолосий.

## Поширення
Поширений у пд. Бразилії, пн. Аргентині, Уругваї.
Населяє пляжі, піщані дюни, узбіччя, болота і порушені території.